# Burggut Nabburg

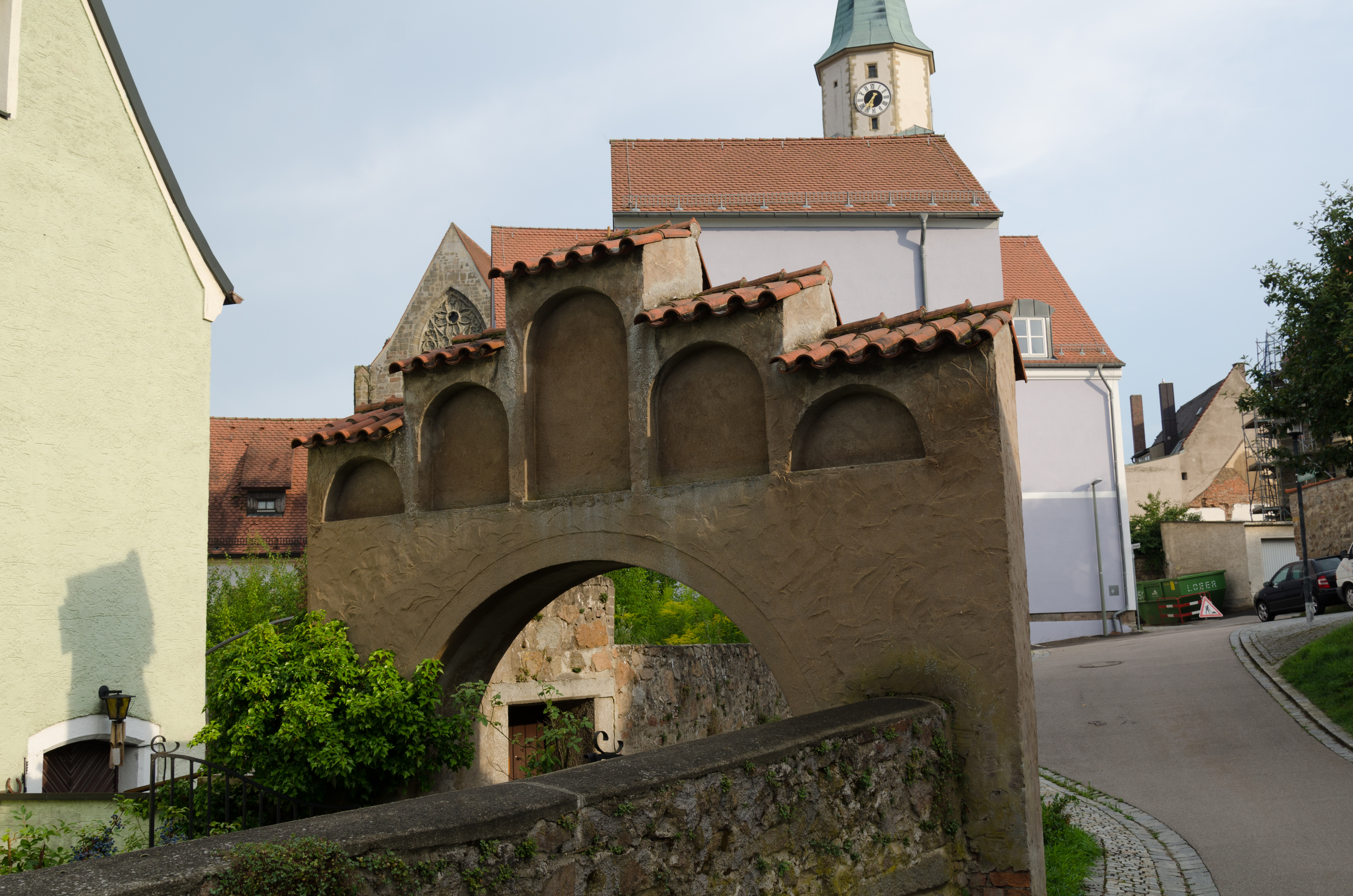
Burggut Nabburg heute

Das denkmalgeschützte Burggut Nabburg befindet sich in der gleichnamigen oberpfälzischen Gemeinde Nabburg im Landkreis Schwandorf von Bayern (Hüllgasse 4).

## Geschichte
Die Burg an der Naab hat Nabburg ihren Namen gegeben. 929 urkundete hier König Heinrich der Finkler. Um diese Zeit bildete sich eine Grenzmark, die ihren Sitz in Nabburg hatte. Die Markgrafen führten den Titel „Marchia de Napurch“. Lange Zeit waren hier die bedeutenden Geschlechter der Schweinfurter und Diepoldinger die Markgrafen. Unter Herzog Ludwig der Strenge konnten die Gebiete um Nabburg zwischen 1268 und 1272 für die Wittelsbacher erworben werden. Nach dem Hausvertrag von Pavia  musste eine Aufteilung des Viztumamtes Lengenfeld vorgenommen werden, so wurde 1329 das Viztumamt Amberg gegründet, zu dem das Viztumamt Nabburg (1354–1410) hinzukam. Ein Ludwig von Nabburg wird als Bruder des Otto von Runding bezeichnet und beide werden als Ministeriale der Markgrafen von Cham eingeschätzt.
Das Burggut wird erst gegen Ende des 16. Jahrhunderts als Landsassengut ausgewiesen. Um 1580 gehörte es Balthasar von Gleissenthal; dieser musste es wegen vorhandener Schulden „umb ezlich hundert gulden“ verpfänden. Nach seinem Tod († 1588) ging es an seinen noch unmündigen Sohn Georg über. Dieser stand unter der Vormundschaft des Hanns Christoph von Plessenberg auf Gleiritsch und des Christoph Peter von Sporneck. Da Georg bereits 1590 verstarb, ging das Burggut an seinen Stiefvater Balthasar von Weseneck. Da die Schulden weiterhin beträchtlich waren, ließ sich dieser – wie auch schon Balthasar von Gleissenthal – in Gerichtshändel über zu leistende Zehentzahlungen ein. Letztlich konnte der Weseneck mit seinen Ansinnen nicht durchkommen und die Regierung zu Amberg verfügte am 5. Februar 1602, dass er sich allen städtischen Rechten zu unterwerfen habe. Damit waren die Streitereien aber nicht beendet, sondern der Weseneck geriet mit dem Nabburger Bürger Hans Stahel 1594–1599 in eine Auseinandersetzung, in deren Folge es zu Morddrohungen und -anschlägen kam. Auch bei weiteren Vorhaben (z. B. dem geplanten Verkauf des Burggutes) agierte Weseneck bis zu seinem Tod († 1618) nicht erfolgreich. Ihm folgte sein Sohn Hans Adam von Weseneck nach. Dieser war Katholik und konnte deshalb während des Dreißigjährigen Krieges auf seinen Gütern bleiben. Nach dessen Ableben kamen diese an seinen Schwiegersohn Wolf  Dietrich Neidhard, der 1637 seine Tochter Maria Jacobine geheiratet hatte. Nach dessen Tod († 1654) verwaltete Maria Jacobine die Güter mit großer Umsicht. 1665 bat sie angesichts ihres hohen Alters, man möge den Besitz an ihren Schwiegersohn Wolf Christoph Erdmann von Prandt weiterreichen und ihn als Burgsassen anerkennen. Die Hofkammer verfügte am 16. August 1665 die Anerkennung des Prandt als oberpfälzischen Burgsassen. Das Burggut blieb in der Folge 60 Jahre bei der Familie von Prandt. Nach dem Tod des Wolf Christoph Erdmann von Prandt veräußerten seine Erben das als Mannlehen ausgewiesene Gut 1725 mit kurfürstlichem Special Consens an das Kloster Reichenbach. Der von dem Reichenbacher Probst ausgewählte weltliche Lehenträger Caspar Plab leistete im gleichen Jahr die Landsassenpflicht. Das Kloster blieb bis zur Säkularisation im Besitz des Burggutes.
Der dort tätige Klosterbeamte konnte vorerst weiter hier bleiben, musste aber die Einnahmen an das Landrichteramt Nabburg leisten. 1804 bestätigt das Landgericht Nabburg gegenüber dem Rentamt, das das Burggut extradiert worden sei. Im gleichen Jahr ersteigerte Reichsfreiherr Karl von Riedl die Burggutswohnung mit Garten, Stadel und Stallung.

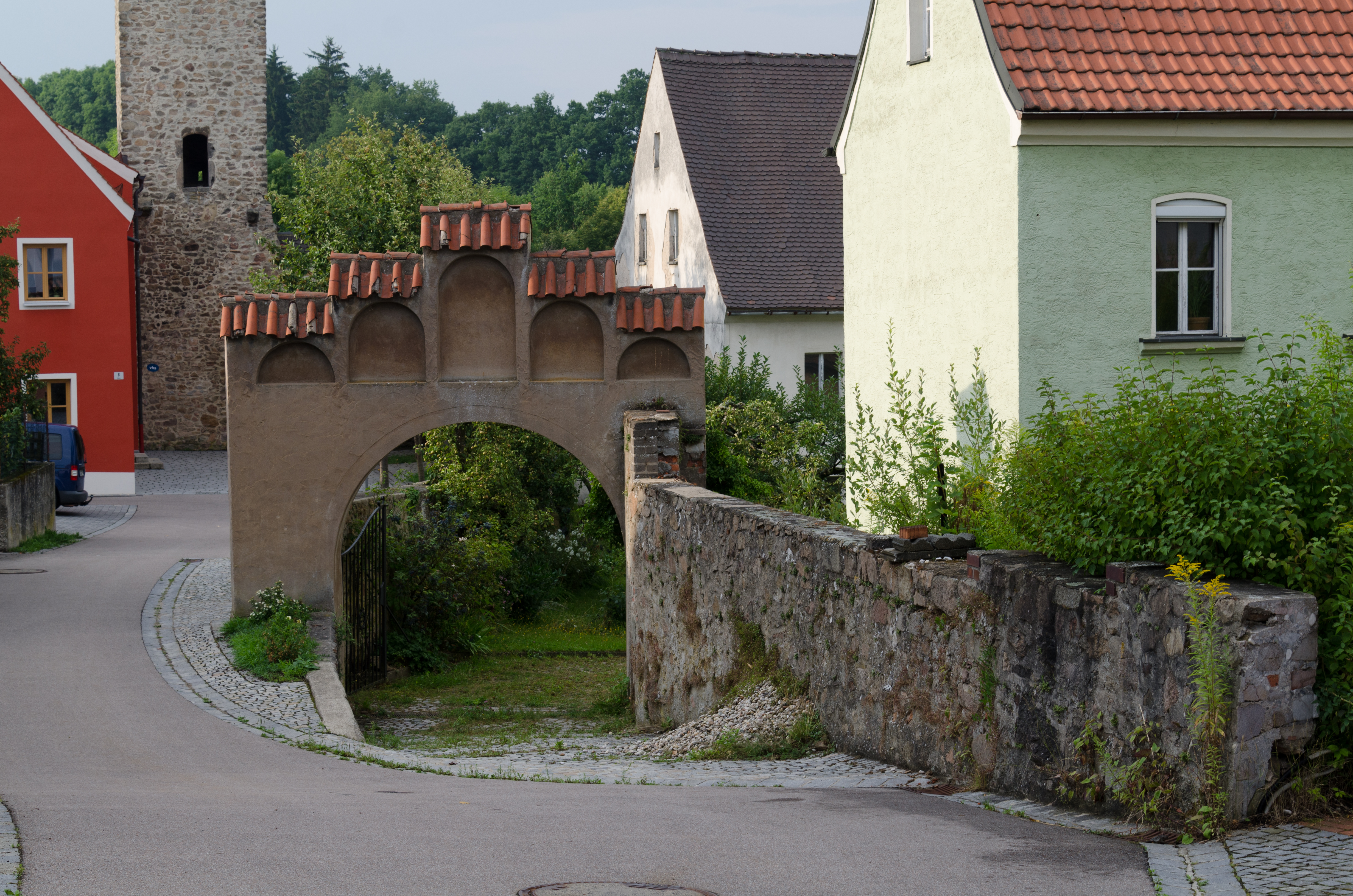
Burggut Nabburg

## Burggut Nabburg heute
Das Burggut Nabburg liegt östlich des ehemaligen Pflegschlosses an der nördlichen Stadtmauer. Erhalten ist von dem aus dem 17. und 19. Jahrhundert stammenden Gebäude eine rundbogige Toreinfahrt mit Staffelgiebel. Das Gebäude selbst ist ein  zweigeschossiger Satteldachbau, der im Kern aus 16./17. Jahrhundert stammt. Das Eingangsportal ist mit dem Wappen des Abtes Bonaventura Oberhuber (1698–1735) von Kloster Reichenbach geschmückt (Jahreszahl 1725). An der Rückseite des Gutes und östlich davon befinden sich Teilstücke der ehemaligen Ringmauer aus der Zeit nach 1529. Wie die Burg ursprünglich ausgesehen hat, wissen wir nicht, da kein Plan und keine Zeichnung überliefert wurden. Der weite Platz war früher eine schön bepflanzte Anlage.
Die Anlage befindet sich heute in Privatbesitz.
Koordinaten: 49° 27′ 22″ N, 12° 10′ 47″ O